# Milagros Andreu Boigues
Milagros Andreu Boigues (Valencia, 15 de junio de 1880 - Mataró, 14 de diciembre de 1945), también conocida como Milagros Andreu de Fortuny o Miracle Andreu Boigues, fue una de las primeras médicos que finalizaron su carrera en Barcelona.

## Biografía
Sus padres eran Pascual Andreu Mora, natural de Torrente y Vicenta Boigues Gil, de Valencia. Milagros estudió bachillerato en Barcelona, Reus y Lérida (1891 - 1896) y más tarde estudió Medicina en Zaragoza (1896 - 1898) y en Barcelona, terminando allí la carrera en 1903.
Se casó con Adolphe Fortuny Garreta, con el que tuvo dos hijos y del que enviudó en 7 de abril de 1925.

## Carrera profesional
Su trabajo de doctorado fue Sintomatología y diagnóstico de los quistes ováricos (1904). Fue una de las seis mujeres que consiguió el título de Medicina a principios del siglo XX en Barcelona.
Tuvo una vida profesional muy activa, ejerciendo como tocóloga y pediatra, con consultorio en varias ubicaciones.
En 1944 realizó una segunda inscripción en el Colegio de Médicos de Barcelona para poder ejercer en Mataró.